# Gat salvatge
|  | Per a altres significats, vegeu «El gat Silvestre». |

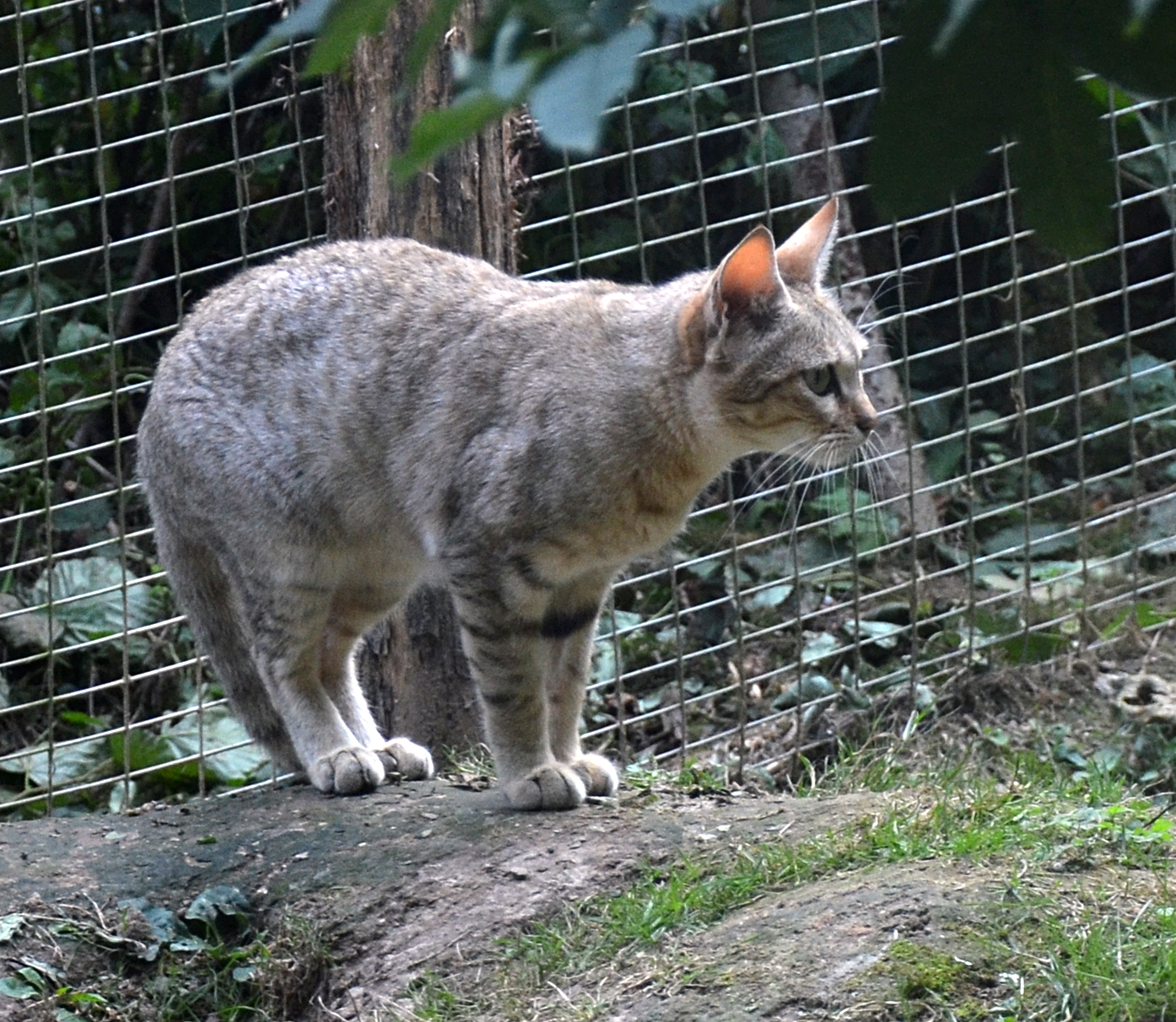
Gat salvatge africà

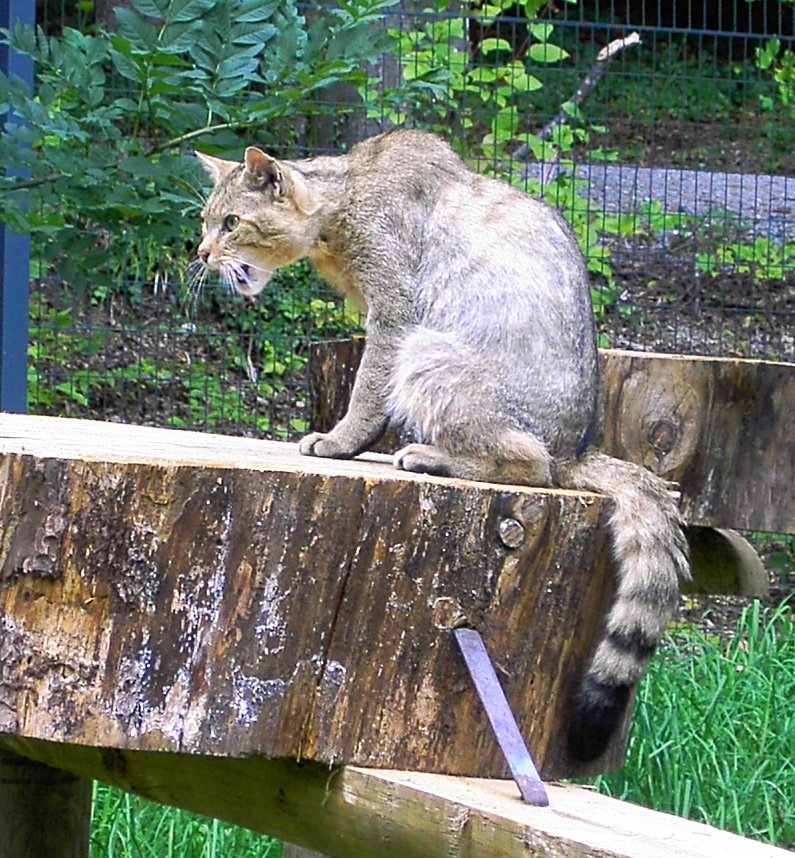
Gat salvatge

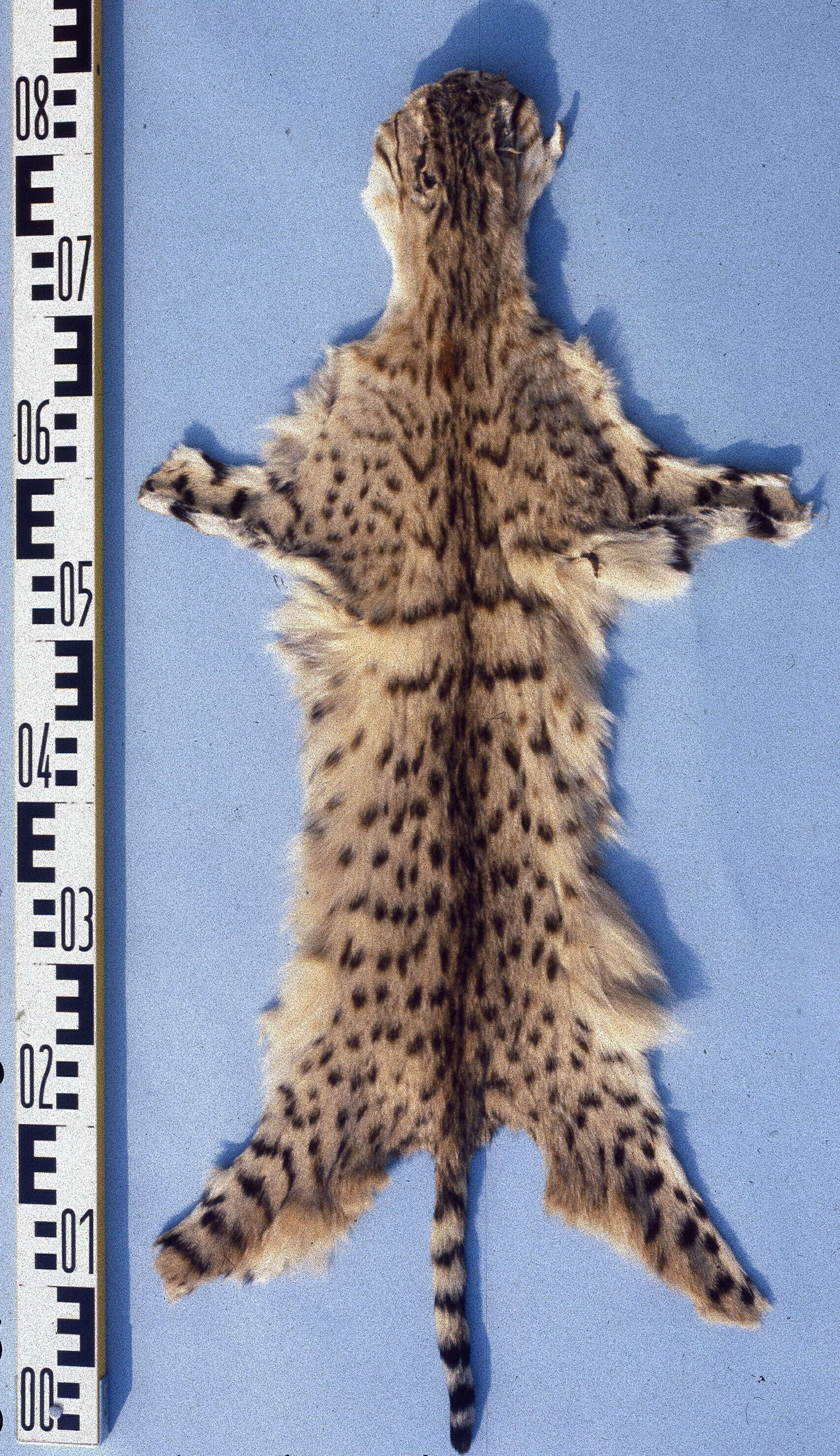
Pell del gat salvatge asiàtic

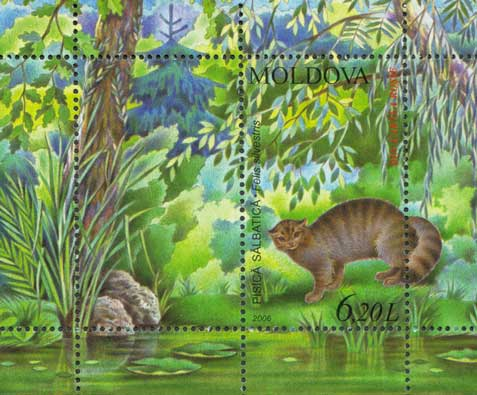
Segell de Moldàvia

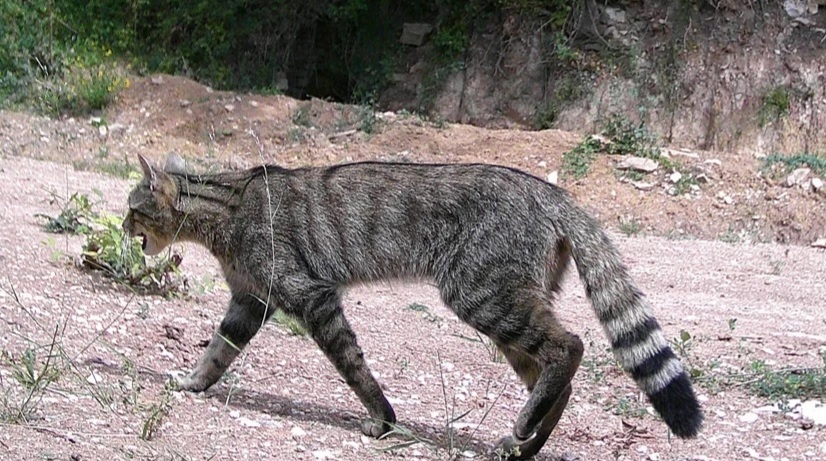
Gat salvatge europeu a la Serra del Montsec

El gat salvatge (Felis silvestris) és una espècie de mamífer carnívor salvatge de la família dels fèlids que habita Euràsia i Àfrica. Té moltes subespècies com el gat salvatge europeu, el gat salvatge asiàtic i el gat salvatge africà. Es pot hibridar amb els gats domèstics abandonats a la natura, la qual cosa n'amenaça la supervivència. És una espècie protegida.

## Descripció
De mida petita, és l'antecessor salvatge dels gats domèstics (Felis silvestris catus). Els gats salvatges generalment són de constitució més robusta que els seus parents casolans. Solen ser de color predominant bru grisenc tigrat, més clar i ocraci al ventre i parts inferiors, amb quatre ratlles negres longitudinals al front, que van a convergir en una línia que recorre tota l'espina dorsal. Els exemplars de la subespècie europea tenen una capa de pèl més espessa i la cua més poblada i ampla que la del gat domèstic, amb la seva punta negra i almenys dues franges negres amples al seu costat. El gat salvatge euroasiàtic de vegades pot ser confós amb un gat domèstic assilvestrat de capa marró ratllada però, en el cas de la forma euroasiàtica, pot diferenciar-se per la seva espessa cua, més robusta i ampla, amb terminació roma i arrodonida, i amb almenys tres anells negres completament tancats. L'única prova morfològica indubtable per distingir al gat salvatge del domèstic és el mesurament de la capacitat craniana, lleugerament major en el primer.
- Dimensions corporals: cap + cos (51-76 cm) i cua (26-31 cm).
- Pes: 2,8 - 5,8 kg.
- La seva aparença general és la d'un gat domèstic tigrat molt robust, amb el cap proporcionalment més gros i una cua més curta i gruixuda, arrodonida a la punta.
- La coloració general és grisa fosca amb tons groguencs. Quatre línies negres recorren la part dorsal del coll i al cos té un esbós de bandes transversals fosques, que són les que li confereixen aspecte de gat tigrat. A la cua s'observen de dos a quatre anells negres (rarament cinc), més o menys ben definits i una banda ampla també negra a la punta. La gola i el ventre són de color molt més pàl·lid, mentre que les plantes dels peus són negres.
- Presenta dimorfisme sexual: el mascle és lleugerament més gros que la femella: entre un 15 i 25%.
- Pot arribar a viure fins a quinze anys, tot i que la majoria no ateny el primer any.[3]

## Hàbitat
El gat fer viu en boscos, i en llocs poc degradats i allunyats dels nuclis urbans. Típicament forestal, pot ocupar, així mateix, les bosquines i els matollars densos que li ofereixen prou cobertura, com també les zones amb abrics rocosos.

## Comportament
Molt esquerp i agressiu, defuig la presència humana, de manera que és difícil de veure. Tanmateix, a l'època de zel, els mascles poden cercar femelles domèstiques als voltants de les masies i granges.
Solitari, surt a caçar preferentment al crepuscle i a la nit, tot i que pot mantenir-se actiu durant les 24 hores del dia.

### Alimentació
És un predador típic de rosegadors, tot i que els ocells, amfibis, rèptils i, fins i tot, insectes també constitueixen un percentatge significatiu de la seva dieta.

### Reproducció
El gat salvatge és polígam i una sola femella pot ser aparellada per més d'un mascle. La gestació té una durada de 63-69 dies i la femella pareix a l'abril o maig una sola ventrada anyal d'1-8 cadells, tot i que, normalment, són 3-5. Les cries, en néixer, pesen uns 200 g i no obren els ulls fins als 10-12 dies. Als 3 o 4 mesos s'independitzen, però continuen caçant amb sa mare durant algun temps. Atenyen la maduresa sexual als deu mesos.

### Rastre
Ronca, miola i bufa com un gat domèstic, però més fort.

## Depredadors
Sobretot els joves poden ser depredats per les guineus, els llops, altres gats, els mussols i els falcons. Els seus principals enemics, a la península Ibèrica, són l'àliga daurada (la qual, en cas d'enfrontament, pot arribar a matar), el llop i el linx.
L'ésser humà és de llarg l'enemic més important del gat fer i d'altres depredadors amenaçats d'extinció. L'acció humana és responsable per 83% dels morts. No fa gaire que es va descobrir que no són «nocius» i que tenen un paper útil en mantenir els equilibris biològics. Fins a l'any 1970 es trobava a la llista negra d'«animals nocius» i moltes de les anomenades Juntes Provincials d'Extinció d'Animals Nocius i Protecció de la Caça, abolides el 1968, atorgaven premis per cada animal mort. Malgrat el canvi de la llei, els mals costums atàvics no van desaparèixer de cop i volta. Encara avui es fan servir arreu de la península Ibèrica paranys il·legals i verí.

## Estat de conservació
El gat salvatge fou exterminat per l'home en nombroses regions del centre d'Europa en el transcurs del segle xx i avui en dia els Carpats són l'únic indret on es troba en gran nombre. És protegit i va ser inclòs en l'annex II del conveni CITES. Històricament, ocupava la pràctica totalitat de la península Ibèrica, però la població ha minvat reduït enormement per la destrucció de l'hàbitat i altres activitats humanes. Continua present en pràcticament totes les províncies espanyoles i portugueses, però només en zones de muntanya i molt fragmentades.
La població europea està en regressió, però la UICN el va catalogar el 2007 com a risc mínim. Matisa nogensmenys aquesta categoria de risc mínim, ja que tot i que el gat salvatge és probablement el fèlid més estès i nombrós de la regió, en algunes zones està seriosament amenaçat per la pèrdua genètica per hibridació amb gats domèstics «assilvestrats».
El 2021 que les dues causes principals de la mort a Europa són els atropellaments (57%) a les carreteres i la caça furtiva (22%).

## Distribució
L'àrea de distribució del gat salvatge eurasiàtic abasta Europa, l'Orient Pròxim, sud i centre d'Àsia i gran part d'Àfrica. La subespècie europea (Felis silvestris silvestris) està distribuïda des del Caucas i d'Anatòlia, per tot Europa central i meridional i arriba cap al nord fins a Escòcia i les proximitats del mar del Nord i de la mar Bàltica.

### Als Països Catalans
El gat fer és l'únic felí autòcton que encara queda, però desconegut pel seu comportament nocturn i esquiu. Es troba principalment al Pirineu i Prepirineu, tot i que també habita zones muntanyoses més meridionals, com el Montseny o els Ports de Tortosa. La pèrdua i fragmentació de l’hàbitat (menys superfície de mosaics on es combinen boscos i espais oberts) hi és una amenaça major. Gràcies a la tècnica del foto-trampeig, s'han pogut estimar les densitats de gat fer a alguns punts de la comarca d’Osona. El 2020 el Grup de Recerca en Carnívors de Catalunya va llançar el «Pla de seguiment del gat fer i altres mesocarnívors».

## Subespècies
- Gat salvatge europeu (Felis silvestris silvestris) (Schreber, 1777). Europa i Anatòlia
- Gat salvatge asiàtic (Felis silvestris ornata) (Gray, 1832). Àsia central i Àsia Oriental, el Pakistan, nord-oest de l'Índia
- Gat domèstic (Felis silvestris catus) (Schreber, 1775). Tot el món.
- Gat del desert xinès (Felis silvestris bieti) (Milne-Edwards, 1892). Nord de la Xina
- Felis silvestris cafra (Desmarest, 1822). Àfrica austral[16]
- Felis silvestris caucasica (Satunin, 1905). Caucas i l'Àsia Menor[16]
- Felis silvestris caudata (Gray, 1874). Turquestan[16]
- Felis silvestris chutuchta (Birula, 1916). Sud de Mongòlia[16]
- Felis silvestris cretensis (Haltenorth, 1953). Creta[16]
- Felis silvestris foxi (Pocock, 1944). Àfrica Occidental[17]
- Felis silvestris gordoni (Harrison, 1968). Oman i Aràbia[16]
- Felis silvestris grampia (Miller, 1907). Escòcia[16]
- Felis silvestris griselda (Thomas, 1926). Àfrica central[17]
- Felis silvestris haussa (Thomas i Hinton, 1921). Vell Món[17]
- Felis silvestris iraki (Cheesman, 1921). Iraq i Kuwait[17]
- Felis silvestris jordansi (Schwarz, 1930). Illes Balears[16]
- Felis silvestris mellandi (Schwann, 1904) Àfrica occidental central[17]
- Felis silvestris nesterovi (Birula, 1916). Sud de l'Iraq[16]
- Felis silvestris ocreata (Gmelin, 1791). Etiòpia[16]
- Felis silvestris ornata (Gray, 1832). Des de l'Índia fins a l'Iran[16]
- Felis silvestris reyi (Lavauden, 1929). Còrsega[16]
- Felis silvestris rubida (Schwann, 1904). Vell Món[17]
- Felis silvestris tristrami (Pocock, 1944). Palestina[16]
- Felis silvestris ugandae (Schwann, 1904). Vell Món[17]
- Felis silvestris vellerosa (Pocock, 1943) Shaanxi (Xina)[16]

## Espècies semblants
- Es pot confondre fàcilment amb un gat domèstic (Felis silvestris catus) feréstec, però és més gros i feixuc, té el cap més gros i la cua més ampla, anellada i amb l'extrem arrodonit.
- La geneta comuna (Genetta genetta) és més petita, té el cos més prim i allargat, les potes relativament més curtes, el musell puntegut i la cua ampla a la base i acabada en punta. A més, les taques fosques del cos es disposen en línies longitudinals i no transversals.